# Fafá de Belém
Fafá de Belém, nombre artístico de Maria de Fátima Palha de Figueiredo (Belém, 9 de agosto de 1956), es una cantora y actriz brasileña, que comenzó su carrera musical realizando pequeñas presentaciones en eventos en ciudades como Bahía. Fafá ganó reconocimiento nacional cuando, en 1975, la música "Filho da Bahia", cantada por ella, se introdujo en la banda sonora de la telenovela  Gabriela.

## Biografía
Es hija del abogado y banquero Joaquim de Figueiredo (Seu Fefê) - fallecido en 1997 - y de Eneida Palha, hija de una familia de políticos de la región (Dona Dê), Fafá pertenecía a una familia de clase media-alta de la capital paraense, y desde la infancia se destacaba en las reuniones familiares, con la voz afinada. En la adolescencia ya gustaba de la música y, junto con sus amigos, hacía algunas presentaciones en bares y discotecas, a escondidas de casa para realizar tal hecho.
En 1973, conoció al bahiano Roberto Santana, productor del grupo Quinteto Violado y del musical de la Polygram, que le aconsejó volcarse a la carrera fonográfica. Incentivada por este, se presentó en algunos lugares como Río de Janeiro, Salvador, y en Belém. Ese mismo año, debutó como cantante profesional en el musical Tem muita goma no meu tacacá, que satirizaba el escenario político de la época. El espectáculo, protagonizado en el principal teatro de Belém, el Teatro de la Paz, también contó con la participación especial del coterráneo, el futuro actor Cacá Carvalho. 
Como las cantantes de su generación, fue fuertemente influenciada por cantantes consagrados de la MPB como Maysa, Roberto Carlos, Cauby Peixoto y los grupos Jovem Guarda y Los Beatles, escuchándolos con entusiasmo, así como otros géneros, como jazz, música clásica, y los grandes ídolos de la radio.
En enero de 2013, Fafá de Belém, pidió la ciudadanía portuguesa (doble ciudadanía). Así, demostró su cariño por Portugal, no sólo porque se trata de una familia de portugueses, sino por el gran éxito y gran popularidad que allí tiene, y es considerada una de las cantantes brasileñas más admiradas y respetadas por los portugueses habiendo sido honrada en 2011.

## Trayectoria artística
En 1975, tuvo su primer gran momento de suceso con el tema "Filho da Bahia" (de Walter Queiroz), que sonaba en las radios. La música, grabada exclusivamente para la banda sonora de la novela global Gabriela, que también originó un clip en el programa Fantástico, de la misma emisora. En esa misma época lanzó el primer CD, que contenía los temas «Naturalmente» (de Caetano Veloso y de João Donato) y «Emoriô» (de Gilberto Gil y de João Donato).
El primer disco, Tamba Tajá, salió en 1976, por la grabadora Polydor, mostrando un repertorio ecléctico, más esencialmente brasileño y trajo a la cantante aún más conectada con sus raíces nordestiñas, en su repertorio, se destacaba, entre otras canciones, los forrós «Haragana» (de Quico Castro Neves) y «Xamego» (de Luiz Gonzaga y de Miguel Lima), las modiñas «Pode entrar» (de Walter Queiroz) y la canción (de Waldemar Henrique) y el carimbó «Este rio é minha rua» (Paulo André y Ruy Barata). El álbum, obtuvo excelente aceptación de crítica y público, convenciendo a críticos como el normalmente exigente José Ramos Tinhorão, columnista del Jornal do Brasil, señalándola como una de las mejores cantantes de su generación.
Su segundo trabajo, Água, de 1977, vendió más de cien mil copias y la consagró nacionalmente, con varios éxitos, como la regrabación del clásico «Ontem ao luar» (de Catulo da Paixão Cearense y Pedro Alcântara), «Raça, Sedução» (ambas de autoría de la dupla Milton Nascimento y Fernando Brant), y principalmente «Foi assim» y «Pauapixuna» (ambas de los compositores paraenses Paulo André y Ruy Barata). 
Al año siguiente vino Banho de cheiro, destacándose, entre otras, «Dentro de mim mora um anjo» (de Sueli Costa y Cacaso), «Maria Solidária» (de Milton Nascimento y Fernando Brant), y «Moça do Mar» (de Octávio Burnier y Ivan Wrigg). 
Conquistó a lo largo de la carrera a muchos fanes, teniendo como marcas registradas su presencia descalza y con intensas interpretaciones que animaban al público.
En 1979, lanzó uno de sus mayores éxitos hasta la fecha, «Sob medida» (de Chico Buarque). La canción formó parte del repertorio de uno de los discos considerados los mejores de su carrera: Estrella radiante, que alternaba entre lo urbano y canciones regionales, otro gran éxito de este álbum fue la canción que da título, escrita por Walter Queiroz.
Fafá de Belém es una artista consagrada en Brasil y en el extranjero, en especial, Portugal, donde tiene inmensa popularidad. Aclamada por los portugueses, que la consideran un ícono y embajadora de música brasileña: "La cantante brasileña más portuguesa del Brasil". En 2011, fue condecorada con la Medalla de Mérito Turístico por el Ministro de Economía y de Empresas de Portugal.

## Década de 1980
Desde la década de 1960, al surgir los especiales del Festival de Música Popular Brasileña (TV Record), hasta finales de la década de 1980, la TV brasileña estuvo marcada por el éxito de la emisión de espectáculos, mostrando nuevos talentos, y sus índices registraron récords de audiencia. Fafá participó del especial Mulher 80 (Rede Globo), uno de esos momentos claves de la TV, el programa exhibía una serie de entrevistas y musicales cuyo tema era la mujer con el debate sobre su papel en la sociedad, al abordar esas cuestiones en el contexto de la música nacional, con innegable preponderancia de voces femeninas como Maria Bethânia, Fafá de Belém, Zezé Motta, Marina Lima, Simone, Rita Lee, Joanna, Elis Regina, Gal Costa y las participaciones especiales de las actrices Regina Duarte y Narjara Turetta, protagonistas de la serie Malu Mulher.
En 1980, lanzó el CD Crença, especialmente la canción (de Milton Nascimento e Márcio Borges), y Sexto sentido (de Beto Fogaça y Hermes Aquino), Bicho homem (de Milton Nascimento y Fernando Brant), Carrinho de linha (de Walter Queiroz), Me disseram (de Joyce), Para um amor no Recife (de Paulinho da Viola).
Ese mismo año, exactamente el 5 de marzo, nació en capital paulista, su única hija, Mariana de Figueiredo Mascarenhas, conocida por Mariana Belém, del encuentro relámpago con el saxofonista Raul Mascarenhas. Luego de eso, apareció con otras parejas del medio. Fafá afirma que nunca quiso casarse, solo tener hijos.
En 1981, posó semidesnuda, para la ya desaparecida revista Status Plus, en una entrevista con Tom Jobim. En 1982, del disco Essencial (título de Joyce) Fafá se hizo famosa por su interpretación de dos temas: Bilhete (de Ivan Lins y Vitor Martins), de la banda sonora de la novela Sol de Verão de Manoel Carlos, e Nos bailes da vida (de Milton Nascimento e Fernando Brant).

## Eventos y transferencia de grabadora
Al año siguiente se transfiró a la independiente Som Livre; el disco que marcó su debut en la nueva etiqueta lleva su nombre. En ese repertorio, especialmente las canciones Menestrel das Alagoas (de Milton Nascimento e Fernando Brant), compuesta en homenaje al senador Teotônio Vilela, fallecido en aquel mismo año, y Você em minha vida (de Roberto y Erasmo Carlos), Aconteceu você (de Guilherme Arantes) y Promessas (de Tom Jobim y Newton Mendonça). Esta última fue tema de apertura de la última novela de Janete Clair, Eu Prometo.
En 1984, participó activamente del movimiento Directas Ya, cantando, en un momento antológico y polémico, el Himno nacional del Brasil - grabado en el LP Aprendizes da esperança, del año siguiente; y el repertorio de este también incluyó las canciones Doce magia, Coração aprendiz (Ronaldo Bastos) y un pot-pourri de lambadas (Lambadas I - Ovelha desgarrada/ O remador/ Não chore não/ Bom barqueiro), así como los dos discos subsecuentes - este ritmo se tornaría unánime al final de aquella década. La famosa interpretación, delante de la cámara, para una multitud que clamaba por la democratización del país, fue muy disputada por la redemocratización del país, fue muy contestada por la Justicia, y al mismo tiempo ovacionada y aclamada por el público. A partir de ahí, Fafá pasó a ser conocida como la musa de los derechos.
Basándose principalmente, en los compromisos en la postdictadura, y el feminismo, cantó, con otros 155 cantantes (participación individual diminuta), en el coro de la versión brasileña del We Are the World, el hit estadounidense, que juntó voces y logró fondos para África y USA for Africa. El Proyecto Nordeste Já (de 1987) tratado de recaudar fondos para luchar contra los desbordes abatidos sobre la región nordestina, uniendo a esas 155 voces en un compacto, de creación colectiva, con las canciones Chega de mágoa y Seca d´água. Elogiado por la competencia de las interpretaciones individuales, el CD fue criticado por la incapacidad de armonizar las voces y el encuadre de cada coro.

## Éxito y popularidad, y crítica del trabajo
A partir de 1985, Fafá tomó un rumbo en su carrera, bastante criticado po los más conservadores; pasó a incluir en su repertorio géneros más populares, como sertanejo, brega y principalmente lambada, a pesar de esta década se consagró como cantora romántica, de timbre grave, fuerte, caliente, encorpada, seductora, y grabó otros estilos, como forró, bolero y guarânia. 
Ajena a las críticas, dio lugar a éxitos tras otro. De este modo continuó con Atrevida (1986), que vendió más de 500 mil copias gracias al éxito de Memórias (de Leonardo), y también Meu homem (versión de Fafá para la balada "Nobody does it better", grabada originalmente por Carly Simon) y un samba-enredo (Rei no bagaço coisas da vida - de Osvaldo y Robertino García, con cita de Samba del jubileo de oro). 
En 1986, vino Grandes amores, cuyo mayor suceso fue Meu dilema (de Michael Sullivan y Leonardo). Y en 1987, volvió a Polygram donde lanzó el también criticado Sozinha, destacándose Meu disfarce (de Chico Roque y Carlos Colla).
En 1989 firmó con el sello BMG que lanzó Fafá, que traía las lambadas Chorando se foi y Conversa bonita (de Chico Roque y Carlos Colla), y los éxitos románticos Nuvem de lágrimas (de Paulo Debétio y Resende) y Amor cigano (de Michael Sullivan y Paulo Massadas) y Coração do agreste (de Moacir Luz y Aldir Blanc); esta última integró la banda sonora de Tieta, de Aguinaldo Silva, Ana Maria Moretzsohn y Ricardo Linhares. 
En 1991, vino el CD Doces palavras, con Águas passadas y Coração xonado. Otra versión traía tres bonus-track, Eu daria minha vida (de Martinha), A luz é minha voz y Dê uma chance ao coração (de Michael Sullivan y Paulo Massadas). Estas no habían entrado en el LP original por problemas de espacio.
En 1998, sufrió un aborto espontáneo. Estaba embarazada de su novio, y entró en shock cuando leyó en un periódico que informaba de su gravidez, y el pasquín se preguntaba si la cantante sabría quién es el padre del niño y si su hija, Mariana, sabía que su madre estaba embarazada. La cantante y el novio quedaron muy irritados. 
Un día después de la noticia fue hospitalizada, y así perdió el niño, e incluso después de años, aún no se ha recuperado totalmente de esa terrible pérdida.

## Década de 2000 - actualmente

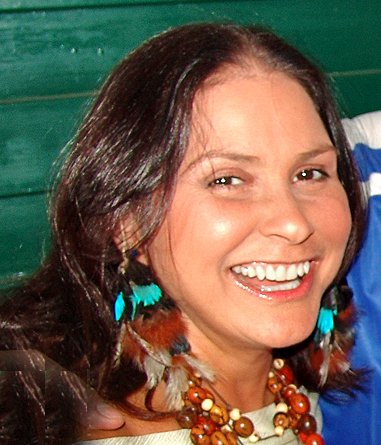
Fafá de Belém, en 2007.

En la década de 2000, lanzó Maria de Fátima Palha Figueiredo (2000), que traía diversas canciones consagradas y románticas de MPB con regrabaciones de Meu nome é ninguém (de Haroldo Barbosa y Luiz Reis - ya grabadas anteriormente con Miltinho), Foi assim y Sob medida, así como Piano e voz (2002), en la misma línea de Fafá ao vivo, Fafá de Belém do Pará - O Canto das águas (2003), con un repertorio esencialmente brasileño, destacando culturas nordestinas donde todas las canciones eran de autoría de compositores coetárrenos suyos, siendo que algunas músicas ya había grabado anteriormente (Pauapixuna, Este rio é minha rua y Bom dia Belém - especie de himno de la capital paraense, de Edyr Proença y Adalcinda), y Tanto mar (2004), un tributo a Chico Buarque que contó con la participación del propio en el tema Fado tropical.
Su trabajo más reciente Fafá de Belém ao vivo (2007), con su primer DVD, lanzado por EMI - única multinacional que aún no había editado un disco de Fafá. Al poco tiempo aceptó el reto de ser actriz y protagonizó el personaje Ana Luz en la telenovela de la Rede Record Caminhos do Coração, de Tiago Santiago.
Actualmente está soltera y es abuela de Laura, hija de Mariana Belém.
En 2012, Fafá formó parte de los jurados de última temporada del programa Ídolos, exhibido en la Rede Record, al lado de Marco Camargo y de Supla. Inicialmente, la cantante había declinado la invitación por razones no reveladas (aunque una encuesta de participación en la telenovela Gabriela en la Rede Globo había sido identificado como uno de ellos), pero luego cambió de parecer y firmó el contrato.

## Los Papas
Fafá de Belém es la única cantora del mundo que ya cantó para tres Papas. En 1997, lo hizo para el papa Juan Pablo II, en el Maracanã, con el II Encuentro Mundial del Papa con las Familias; Fafá vestía de color vino, y cantó "Ave Maria" (de Vicente Paiva y Jaime Redondo). En 2006, Fafá fue invitada a cantar para el Papa Benedicto XVI la misma música anterior. Eso ocurrió en Valencia, España, durante el evento del V Encuentro Mundial del Papa con las Familias. Y el 25 de julio de 2013, cantó para el Papa Francisco y con más de 1 millón de personas en la playa de Copacabana, en la ceremonia de Acogida en la 28.ª Jornada Mundial de la Juventud. En esta última presentación, Fafá representó a toda la región norte del país y, sobre todo, al Estado de Pará, con el Cirio de Nazareth. La música escogida fue "Eu sou de lá", compuesta por el Padre Fábio de Melo.

## Obra

### Discografía

#### Álbumes

##### Álbumes de estudio
- 1976 - Tamba Tajá
- 1977 - Água
- 1978 - Banho de Cheiro
- 1979 - Estrela Radiante
- 1980 - Crença
- 1982 - Essencial
- 1983 - Fafá de Belém
- 1985 - Aprendizes da Esperança
- 1986 - Atrevida
- 1987 - Grandes Amores
- 1988 - Sozinha
- 1989 - Fafá - Platina[13]
- 1991 - Doces Palavras - Ouro[13]
- 1992 - Meu Fado
- 1993 - Do Fundo do Meu Coração'
- 1994 - "Cantiga para ninar meu namorado"
- 1996 - Pássaro Sonhador - Platina[13]
- 1998 - Coração Brasileiro
- 2000 - Maria de Fátima Palha de Figueiredo
- 2002 - O canto das águas
- 2004 - Tanto mar - Fafá de Belém canta Chico Buarque
- 2013 - Fafá, Frevo e Folia - Coração Brasileiro (independente)
- 2013 - Amor e Fé

##### Álbumes en vivo
- 1995 - Fafá ao Vivo
- 2002 - Piano e voz - ao vivo
- 2007 - Fafá de Belém - ao vivo (CD e DVD)

##### Colecciones
- 1982 - O Prestígio de Fafá de Belém
- 1986 - Sob Medida
- 1988 - Personalidade
- 1988 - Grandes Sucessos de Fafá
- 1991 - Sucessos
- 1993 - Minha História
- 1994 - Acervo Especial
- 1995 - Série Aplauso
- 1996 - Obras-Primas
- 1996 - O Melhor de Fafá de Belém
- 1997 - Os Grandes da MPB
- 1997 - Brilhantes
- 1997 - Brilhantes Edição Especial
- 1998 - Sob Medida
- 1998 - Brazilian Collection
- 1998 - Millennium
- 1999 - Focus- O Essencial de Fafá de Belém
- 2000 - Dentro de Mim Mora Um Anjo
- 2000 - Pérolas
- 2001 - Sem Limite Duplo
- 2001 - RCA 100 Anos de Música
- 2002 - As Melhores
- 2002 - Gold
- 2002 - Romântica
- 2003 - Perfil
- 2004 - I Love MPB- Sedução
- 2005 - Novo Millennium
- 2006 - A Arte de Fafá de Belém
- 2007 - Nova Série Digifile
- 2007 - Maxximum
- 2008 - Dose Dupla
- 2009 - Naturalmente
- 2010 - Yamada. Na Trilha Encantada do Natal (sólo se vendió en el supermercado Y.Yamada, de Belém. Sus canciones son: 1-Boas Festas, 2-Ave Maria, 3-Vós Sois o Lírio Mimoso, 4-Noite Feliz e 5-Jingle Yamada).
- 2011 - Raridades

##### Importados
- 1998 - Apaixonada - Portugal
- 1998 - Vermelho - Portugal
- 2003 - Perfil - Portugal

##### Multimedia
- 2001 - CDROM com os vídeos de SOB MEDIDA e TORTURA DE AMOR

##### Singles, EPS, Compactos
- 1975 - Emoriô
- 1976 - Tamba Tajá
- 1977 - Água
- 1978 - Banho de Cheiro
- 1979 - Estrela Radiante
- 1982 - Essencial
- 1983 - Menestrel das Alagoas
- 1984 - Você Em Minha Vida
- 1984 - Credo
- 1985 - Nordeste Já
- 1985 - Sonho de Um Cabano
- 1988 - Meu Disfarce
- 1989 - Amor Cigano
- 1990 - Será
- 1993 - Tudo Acabou
- 1996 - À Queima Roupa
- 1997 - Ave Maria
- 1998 - Pirilampo
- 2000 - A Medida da Paixão
- 2009 - Sentimento e Fé (independiente)

### Televisión
- 1983 - Plunct, Plact, Zum .... Sirena
- 2007 - Caminhos do Coração .... Ana Luz
- 2008 - Os Mutantes - Caminhos do Coração .... Ana Luz
- 2012 - Ídolos .... Jurada (ella misma)
- 2013 - Som Brasil.... Ella Misma (episodio: Rainhas do Rádio)
- 2017 - A Força do Querer .... Almerinda Pereira / Mere Star

### Cine
- 2010 - Amazônia Caruana .... Alaci
- 2004 - Garotas do ABC .... Solange (participación especial)[14]

## Honores

### Premios
- 1990 - Troféu Imprensa: Melhor Música (Nuvem de Lágrima)
- 1991 - Troféu Imprensa: Melhor Cantora

### Homenajes
- 2011 - Medalla de Mérito Turístico (condecoración de Portugal)